# Мон-Вюлі
Мон-Вюлі (фр. Mont-Vully) — громада  в Швейцарії в кантоні Фрібур, округ Зее.

## Географія
Громада розташована на відстані близько 26 км на захід від Берна, 19 км на північ від Фрібура.
Мон-Вюлі має площу 17,5 км², з яких на 13,7% дозволяється будівництво (житлове та будівництво доріг), 70,4% використовуються в сільськогосподарських цілях, 12,7% зайнято лісами, 3,2% не є продуктивними (річки, льодовики або гори).

## Демографія
2019 року в громаді мешкало 4015 осіб (+20,5% порівняно з 2010 роком), іноземців було 17,6%. Густота населення становила 229 осіб/км².
За віковим діапазоном населення розподілялося таким чином: 17,9% — особи молодші 20 років, 62,9% — особи у віці 20—64 років, 19,2% — особи у віці 65 років та старші. Було 1738 помешкань (у середньому 2,3 особи в помешканні).
Із загальної кількості 1163 працюючих 167 було зайнятих в первинному секторі, 185 — в обробній промисловості, 811 — в галузі послуг.